# Smak wolności
Smak wolności (ang. Liberty Heights) – amerykański film z 1999 roku w reżyserii Barry’ego Levinsona.

## Fabuła
Rok 1954. Ameryka stoi u progu przemian. W szkołach zostaje zniesiona segregacja rasowa. Młodzież ogarnia gorączka rock and rolla. Dwaj bracia Kurtzmanowie przeżywają pierwsze miłosne uniesienia. Van zakochuje się w pochodzącej z arystokratycznej rodziny Dubbie. Benowi podoba się czarnoskóra koleżanka z klasy, Sylvia. Niestety, jej ojciec, lokalny murzyński działacz, niechętnym okiem spogląda na chłopaka córki. Ojciec Kurtzmanów popada w konflikt z handlarzem narkotyków, który coraz natarczywiej domaga się zwrotu długu (źródło: „Telemagazyn”).

## Obsada
- Ben Foster – Ben Kurtzman
- Orlando Jones – Little Melvin
- Bebe Neuwirth – Ada Kurtzman
- Joe Mantegna – Nate Kurtzman
- Rebekah Johnson – Sylvia
- Carolyn Murphy – Dubbie
- David Krumholtz – Yussel
- Vincent Guastaferro – Pete
- Adrien Brody – Van Kurtzman
- Shane West – Ted
- Anthony Anderson – Scribbles
- Katie Finneran – Mrs. Johnson
- Kevin Sussman – Alan Joseph Zuckerman